# Krzysztof Ratajski
Krzysztof Ratajski (ur. 1 stycznia 1977 w Skarżysku-Kamiennej) – polski darter, noszący przydomek The Polish Eagle (Polski Orzeł). Ratajski jest zrzeszony od roku 2018 w federacji Professional Darts Corporation (PDC), wcześniej uczestniczył w turniejach konkurencyjnej federacji British Darts Organisation (BDO). Jego największym sukcesem jest dotarcie do ćwierćfinału Mistrzostw Świata federacji PDC w roku 2021. Ten wynik dał mu również rekordowe 14 miejsce w rankingu PDC Order of Merit. W 2017 r. Ratajski wygrał turniej federacji BDO World Masters.

## Spis najlepszych wyników w telewizyjnych turniejach

### BDO
- Mistrzostwa Świata – 2017 – 1/8 finału
- World Masters – 2017 – Zwycięstwo
- World Darts Trophy – 2016 – 1/16 finału

### PDC
- Mistrzostwa Świata – 2021 – Ćwierćfinał
- World Matchplay – 2021 – Półfinał
- World Series of Darts Finals – 2021 – Półfinał
- UK Open – 2021 – Ćwierćfinał
- World Grand Prix – 2021 – ćwierćfinał
- Grand Slam of Darts – 2018 – 1/8 finału
- Players Championship Finals – 2018, 2022 – 1/8 finału
- Mistrzostwa Europy – 2023 – 1/8 finału

### Wyniki w najważniejszych turniejach
Źródło .
Legenda
     W, wygrany turniej
     F, przegrana w finale
     SF, przegrana w półfinale
     QF, przegrana w ćwierćfinale
     xR, przegrana w x rundzie
     DNQ, nie zakwalifikował się
     A, brak startu
     NH, turniej nie odbył się
     BDO, przynależność do BDO
| Turniej                      | 2010            | 2011            | 2012            | 2013            | 2014            | 2015            | 2016            | 2017            | 2018 | 2019 | 2020 | 2021 | 2022 | 2023 | 2024 |
| ---------------------------- | --------------- | --------------- | --------------- | --------------- | --------------- | --------------- | --------------- | --------------- | ---- | ---- | ---- | ---- | ---- | ---- | ---- |
| PDC World Darts Championship | BDO             | BDO             | BDO             | BDO             | BDO             | BDO             | BDO             | BDO             | 1R   | 1R   | 3R   | QF   | 2R   | 3R   | 3R   |
| UK Open                      | DNQ             | DNQ             | DNQ             | DNQ             | DNQ             | DNQ             | DNQ             | DNQ             | 5R   | 6R   | 4R   | QF   | 4R   | 4R   |      |
| World Matchplay              | DNQ             | DNQ             | DNQ             | DNQ             | DNQ             | DNQ             | DNQ             | DNQ             | DNQ  | 2R   | QF   | SF   | 2R   | 1R   |      |
| World Grand Prix             | DNQ             | DNQ             | DNQ             | DNQ             | DNQ             | DNQ             | DNQ             | DNQ             | DNQ  | 1R   | 1R   | QF   | 2R   | 2R   |      |
| European Championship        | DNQ             | DNQ             | DNQ             | DNQ             | DNQ             | DNQ             | DNQ             | 1R              | DNQ  | 1R   | 1R   | 1R   | 1R   | 2R   |      |
| Grand Slam of Darts          | DNQ             | DNQ             | DNQ             | DNQ             | DNQ             | DNQ             | DNQ             | DNQ             | 2R   | DNQ  | FG   | FG   | DNQ  | 2R   |      |
| Players Championship Finals  | Did not qualify | Did not qualify | Did not qualify | Did not qualify | Did not qualify | Did not qualify | Did not qualify | Did not qualify | 3R   | 2R   | 1R   | 2R   | 3R   | 1R   |      |
| Nierankingowe turnieje       |                 |                 |                 |                 |                 |                 |                 |                 |      |      |      |      |      |      |      |
| The Masters                  | DNQ             | DNQ             | DNQ             | DNQ             | DNQ             | DNQ             | DNQ             | DNQ             | DNQ  | DNQ  | DNQ  | 1R   | 2R   | 1R   | 2R   |
| PDC World Cup of Darts       | 1R              | NH              | DNQ             | 2R              | DNQ             | DNQ             | 1R              | 1R              | 1R   | 2R   | 2R   | 2R   | 2R   | 2R   |      |
| World Series of Darts Finals | NH              | NH              | NH              | NH              | NH              | DNQ             | DNQ             | DNQ             | DNQ  | QF   | 2R   | SF   | DNQ  | 2R   |      |
| Statystyka kariery           |                 |                 |                 |                 |                 |                 |                 |                 |      |      |      |      |      |      |      |
| Ranking PDC na koniec roku   | –               | –               | –               | –               | –               | –               | –               | 79              | 55   | 20   | 14   | 12   | 20   | 24   | 32   |

## Kariera
Krzysztof Ratajski karierę rozpoczął w 2002 roku, biorąc udział w Mistrzostwach Europy 2002 w odmianie Soft Tip, podczas których dotarł do finału turnieju. Trzy lata później w roku 2005 oraz po kolejnych trzech latach w 2008 został Mistrzem Europy w tej odmianie gry w darta.
W 2007 roku Krzysztof Ratajski został członkiem jednej z dwóch, głównych darterskich federacji BDO. Pierwszym turniejem tej federacji w dorobku Ratajskiego był Czech Open 2007, podczas którego dotarł do finału, gdzie przegrał z Czechem Patrickiem Loosem. W 2008 r. na swoim koncie zapisał pierwszy zawodowy triumf, wygrywając Denmark Open. W finale tego turnieju Polak pokonał Holendra Fabiana Roosenbranda. 4 grudnia 2008 roku Ratajski zakwalifikował się na mistrzostwach świata BDO, stając się tym samym pierwszym Polakiem biorącym udział w darterskich Mistrzostwach Świata jakiejkolwiek federacji. Na mistrzostwach przegrał w pierwszej rundzie z Holendrem Edwinem Maxem 2–3. W następnych latach Ratajskiemu udało się wygrać dwa kolejne turnieje – Czech Open w 2009 r. oraz Latvia Open w 2010 r.
W 2010 roku po raz pierwszy wystąpił w rozgrywkach konkurencyjnej federacji PDC, reprezentując Polskę w drużynowym turnieju World Cup of Darts w parze z Krzysztofem Kciukiem. Przegrali jednak w pierwszej rundzie 2-6 z parą z Nowej Zelandii – Hazelem Phillipem i Warrenem Parrym. Trzy lata później dotarli razem do drugiej rundy, awansując z drugiego miejsca grupy E, po wygranej z Gibraltarem 5-2 i porażce z Holandią 3-5. W drugiej rundzie przegrali z parą z Niemiec – Jyhan Artut i Andree Welge 4-5. W 2015 r. Ratajski po raz pierwszy wystąpił w rankingowych turnieju federacji PDC, należącym do jej Europejskiego Touru European Darts Trophy rozgrywanego w niemieckim Mülheim. Przegrał tam już w pierwszej rundzie z Adamem Huntem 5-6. W 2016 roku po raz trzeci wystąpił na World Cup of Darts, tym razem jego partnerem był Mariusz Paul, z którym przegrali w pierwszej rundzie 1-5 z belgijskim rodzeństwem Kimem oraz Ronnym Huybrechtsami. W tym samym roku Ratajski zaliczył też drugi rankingowy turniej w PDC -International Darts Open, gdzie ponownie odpadł już w pierwszej rundzie.
Pomimo gościnnych występów w PDC Ratajski cały czas był zawodnikiem BDO i brał udział w turniejach tej federacji. W 2015 r/, po kilku latach bez większych sukcesów, udało mu się dotrzeć do półfinału domowego Polish Open, gdzie przegrał 2-5 z mistrzem świata Scottem Waitesem. W tym samym roku zaliczył bardzo dobry wynik w postaci 1/8 finału w World Masters, drugim co do ważności turnieju federacji BDO, gdzie przegrał z legendą federacji – trzykrotnym mistrzem Świata Martinem Adamsem 2-3 w setach. W 2017 Ratajski wygrał drugi najbardziej prestiżowy turniej federacji BDO – Winmau World Masters. Zwycięstwo w tym turnieju było największym osiągnięciem Polaka w karierze.
Ratajski wystartował w swojej pierwszej imprezie PDC na Mistrzostwach Europy 2017. Przegrał 3-6 z Peterem Wrightem w pierwszej rundzie. W Mistrzostwach Świata 2018 Ratajski przegrał 1-3 z Jamesem Wilsonem, pomimo wygrania pierwszego seta.
W lutym 2018 roku został pierwszym w historii Polakiem, który wygrał turniej PDC, pokonując Daryla Gurneya 6-4 w legach podczas finału kwalifikacji do UK Open. Ze względu na porażkę w Q-School w styczniu, musiał grać w PDC Challenge Tour, w którym wygrał jedną imprezę i doszedł do kolejnego finału. Dzięki tym sukcesom mógł zagrać w turniejach Players Championship pod koniec 2018 roku. Ratajski zdobył swój drugi tytuł PDC 20 października 2018 r. Pokonał wówczas Chrisa Dobeya 6-2 w finale Players Championship 21, mimo że nie posiadał karty Pro Tour. Następnego dnia Polak wygrał również Players Championship 22, dołączając do elitarnego klubu zaledwie 8 graczy PDC, którzy zdobyli dwa tytuły Players Championship w jeden weekend, pokonując Adriana Lewisa 6-4. Te zwycięstwa dały Ratajskiemu możliwość występu na Mistrzostwach Świata 2019, gdzie przegrał z Japończykiem Seigo Asadą 2-3 w setach, mimo prowadzenia 2-0.
Poza mistrzostwami Ratajski wziął udział w Grand Slam of Darts w 2018 roku i Players Championship Finals, gdzie w 1 rundzie pokonał Gerwyna Price'a, a w drugiej Adriana Lewisa. W trzeciej Polak przegrał z holendrem Dannym Noppertem. W Grand Slam of Darts Polak pokonał w swojej grupie Raymonda van Barnevelda oraz Adama Smitha-Neale'a. W ostatnim meczu grupy Krzysztof Ratajski przegrał z Anglikiem Michaelem Smithem, ale mimo tego awansował do fazy 1/8 finału, gdzie przegrał z Walijczykiem Jonnym Claytonem.
2019 r. był najlepszym rokiem dla Polaka od czasu do federacji PDC. Ratajski wygrał dwa turnieje Players Championship oraz Gibraltar Darts Trophy, gdzie w finale pokonał Dave'a Chisnalla 8-2. Na Mistrzostwach Świata 2020 został pierwszym Polakiem, który wygrał mecz mistrzostw świata w federacji PDC, pokonując w 2 rundzie (jako rozstawiony zawodnik) Austriaka Zorana Lerchbachera 3-1 w setach. W 3 rundzie przegrał w decydującym secie 3-4 z Anglikiem Nathanem Aspinallem, który później doszedł do półfinału tych mistrzostw.
2020 rok w PDC Ratajski rozpoczął od zwycięstwa w turnieju Players Championship 4, pokonując Ian'a White'a. Doszedł też do ćwierćfinału turnieju Belgian Darts Championship z cyklu European Tour, gdzie przegrał z mistrzem świata Peterem Wrightem 4-6 w legach. W UK Open odpadł w 4 rundzie po zaciętym pojedynku z Chrisem Dobeyem 9-10. Ratajski dochodził również do ćwierćfinałów World Matchplay czy International Darts Open. W Grand Slam of Darts odpadł już w fazie grupowej, w której przegrał 2 pojedynki z kolejno Jose de Sousą i Michaelem Smithem, a wygrał pojedynek z Lisą Ashton. W Players Championships Finals Polak przegrał z Czechem Karelem Sedlackiem, kończąc turniej na 1/32 finału.
Na Mistrzostwach Świata 2021 Ratajski zanotował swój najlepszy występ w turnieju. Wygrał kolejno z Ryanem Joyce’em, Simonem Whitlockiem, Gabrielem Clemensem, a w ćwierćfinale przegrał 3-5 z Anglikiem Stephenem Buntingiem.
Pod koniec stycznia 2021 roku Ratajski zadebiutował w Ladbrokes Masters, gdzie przegrał w 1. rundzie z Australijczykiem Simonem Whitlockiem 2-6. Na następnej ważnej imprezie sezonu PDC, jaką był turniej UK Open, Ratajski zaliczył najlepszy występ Polaka w historii tej imprezy. Polak rozpoczął zmagania od 4. rundy, ponieważ znajdował się w TOP32 rankingu PDC Order of Merit, dokładniej zajmując w nim 14. miejsce. W 4. rundzie pokonał Anglika Nathana Aspinalla 10-5, w 5. Łotysza Madarsa Razmę 10-8, a w 6. zwycięzcę Ladbrokes Masters Jonnego Claytona 10-3. W ćwierćfinale Ratajski mierzył się z jednym z najlepszych graczy w historii – Holendrem Michaelem van Gerwenem. Ratajski mimo dobrego meczu przegrał 7-10. Ratajski osiągał półfinały podczas turniejów World Matchplay 2021 oraz World Series of Darts Finals 2021. W listopadzie 2021 roku podczas Players Championship 30, Ratajski odniósł pierwsze i ostatnie w tym roku turniejowe zwycięstwo po pokonaniu Joe Cullena 8-7 w legach.
W kwietniu 2023 roku Ratajski wygrał swój pierwszy turniej PDC od 17 miesięcy, po pokonaniu Holendra Chrisa Landmana 8-1 w legach podczas finału Players Championship 9. Tego samego roku, podczas World Cup of Darts, w meczu grupowym wraz z Krzysztofem Kciukiem, pokonując reprezentację Litwy (w składzie Darius Labanauskas i Mindaugas Barauskas) wynikiem 4:1, pobili rekord deblowej średniej, osiągając wynik 118,10. Oprócz tego, we wrześniu Ratajski odniósł także swoje drugie w karierze zwycięstwo w cyklu European Tour, wygrywając German Darts Open 2023, po pokonaniu kolejno: Ricky'ego Evansa, Dave'a Chisnalla, Danny'ego Nopperta, Josh'a Rocka oraz Stephen'a Buntinga.
W grudniu 2023 roku Ratajski wziął udział w turnieju mistrzostw świata organizacji PDC, gdzie turniej rozpoczął od wolnego losu i zaczął rozgrywki od 2 rundy, Jego przeciwnikiem został Anglik Jamie Hughes, z którym wygrał 3:1 i przeszedł do kolejnej rundy. W rudnie 3 jego przeciwnikiem został Walijczyk Jonny Clayton, z którym Ratajski przegrał wynikiem 2:4, tym samym odpadając z turnieju na etapie 1/16 finału. 

## Wyniki na Mistrzostwach Świata

### BDO

#### 2009
| Runda    | Rywal         | Wynik | Średnia Ratajskiego | Średnia rywala |
| 1. runda | Edwin Max (8) | 2-3   | 81.17               | 78.86          |

#### 2017
| Runda    | Rywal                  | Wynik | Średnia Ratajskiego | Średnia rywala |
| 1. runda | Wesley Harms (9)       | 3-0   | 84.15               | 84.27          |
| 2. runda | Darius Labanauskas (8) | 3-4   | 86.76               | 89.37          |

### PDC

#### 2018
| Runda    | Rywal             | Wynik | Średnia Ratajskiego | Średnia rywala |
| 1. runda | James Wilson (32) | 1-3   | 92.59               | 97.94          |

#### 2019
| Runda    | Rywal       | Wynik | Średnia Ratajskiego | Średnia rywala |
| 1. runda | Seigo Asada | 2-3   | 90.21               | 90.64          |

#### 2020
| Runda    | Rywal                | Wynik | Średnia Ratajskiego | Średnia rywala |
| 2. runda | Zoran Lerchbacher    | 3-1   | 91.35               | 92.30          |
| 3. runda | Nathan Aspinall (12) | 3-4   | 97.00               | 98.45          |

#### 2021
| Runda       | Rywal                | Wynik | Średnia Ratajskiego | Średnia rywala |
| 2. runda    | Ryan Joyce           | 3-0   | 100.41              | 96.12          |
| 3. runda    | Simon Whitlock (18)  | 4-0   | 93.37               | 93.69          |
| 4. runda    | Gabriel Clemens (31) | 4-3   | 95.58               | 92.05          |
| Ćwierćfinał | Stephen Bunting (26) | 3-5   | 97.58               | 101.01         |

#### 2022
| Runda    | Rywal        | Wynik | Średnia Ratajskiego | Średnia rywala |
| 2. runda | Steve Lennon | 1-3   | 94.39               | 91.34          |

#### 2023
| Runda    | Rywal                      | Wynik | Średnia Ratajskiego | Średnia rywala |
| 2. runda | Danny Jansen               | 3-1   | 88.61               | 81.97          |
| 3. runda | Dimitri Van den Bergh (15) | 1-4   | 92.38               | 92.92          |

#### 2024
| Runda    | Rywal             | Wynik | Średnia Ratajskiego | Średnia rywala |
| 2. runda | Jamie Hughes      | 3-1   | 89.82               | 85.74          |
| 3. runda | Jonny Clayton (9) | 2-4   | 92.94               | 91.55          |

## Lista wygranych turniejów

### Turnieje rangi „Major” w BDO
Źródło .
| Nr | Data             | Miejsce     | Turniej            | Przeciwnik    | Wynik finału |
| 1. | 27 września 2017 | Bridlington | World Masters 2017 | Mark McGeeney | 6-1 (sety)   |

### Turnieje zawodowe w PDC
Źródło .
| Nr  | Data                 | Miejsce    | Turniej                                 | Przeciwnik            | Wynik finału |
| 1.  | 11 lutego 2018       | Wigan      | Kwalifikacje UK Open 2018 – turniej 6   | Daryl Gurney          | 6-4 (legi)   |
| 2.  | 8 września 2018      | Wigan      | Challenge Tour 2018 - turniej 14        | Mick Todd             | 5-2 (legi)   |
| 3.  | 20 października 2018 | Barnsley   | Players Championships 2018 – turniej 21 | Chris Dobey           | 6-2 (legi)   |
| 4.  | 21 października 2018 | Barnsley   | Players Championships 2018 – turniej 22 | Adrian Lewis          | 6-4 (legi)   |
| 5.  | 22 czerwca 2019      | Wigan      | Players Championships 2019 – turniej 17 | Nathan Aspinall       | 8-3 (legi)   |
| 6.  | 3 sierpnia 2019      | Hildesheim | Players Championships 2019 – turniej 21 | Dimitri Van den Bergh | 8-7 (legi)   |
| 7.  | 29 września 2019     | Gibraltar  | Gibraltar Darts Trophy 2019             | Dave Chisnall         | 8-2 (legi)   |
| 8.  | 16 lutego 2020       | Wigan      | Players Championships 2020 – turniej 4  | Ian White             | 8-7 (legi)   |
| 9.  | 4 listopada 2021     | Barnsley   | Players Championships 2021 – turniej 30 | Joe Cullen            | 8-7 (legi)   |
| 10. | 15 kwietnia 2023     | Wigan      | Players Champiosnhips 2023 - turniej 9  | Chris Landman         | 8-1 (legi)   |
| 11. | 10 września 2023     | Jena       | German Darts Open 2023                  | Stephen Bunting       | 8-3 (legi)   |

### Inne
Źródło .
| Turniej                                                                      | Rok                   |
| Mistrzostwa Europy Soft Tip SDWF                                             | 2005                  |
| Mistrzostwa Europy Soft Tip EDU                                              | 2008                  |
| BDO Denmark Open                                                             | 2008                  |
| BDO Czech Open                                                               | 2009                  |
| Mistrzostwa Polski w Darcie                                                  | 2009                  |
| BDO Latvia Open                                                              | 2010                  |
| BDO Hungarian Classic                                                        | 2016                  |
| BDO Polish Open                                                              | 2017                  |
| Kwalifikacje regionu „PDC Europa Wschodnia” do turniejów „PDC European Tour” | 2017 (x11), 2018 (x7) |
| PDC Challenge Tour                                                           | 2018                  |

## Życie prywatne
Mieszka w Warszawie, jest żonaty z Karoliną, która również jest darterką. W 2024 przeszedł operację wycięcia tętniaków mózgu. 